# Абабде
Абабде (также абадис или габаб, араб. العبابدة‎ или араб. العبّادي‎) — кочевое племя бедуинов, живущее в северо-восточной Африке, в верхнем Египте и Нубии.

## Происхождение
Согласно преданиям о происхождении племени абабде, это арабский народ из Хиджаза, произошедший от Аз-Зубайра ибн аль-Аввама (возможно, через его сына Абдуллаха ибн аз-Зубайра) после завоевания Египта мусульманами.
Многие источники на западных языках идентифицируют абабде как подплемя беджа или как потомков носителей кушитского языка. 
Представители народа имеют тёмный цвет кожи.

## Язык племени
Язык — беджа; племенная знать говорит преимущественно на арабском языке. Занимаются главным образом верблюдоводством, разводят коз и овец. Некоторые из них ведут оседлый образ жизни в городах, занимаясь ремёслами.

## Место расселения
Родиной племени является обширная Аравийская пустыня. С незапамятных времён это кочевое племя бродило по пустыне со своими стадами овец и коз. Они всегда были в движении, искали воду и еду для себя и своих животных.
Граничат на юге своего поселения с родственным, но часто воюющим с ним племенем бешарин; оба племени захвачены арабами под именем бега (бедша или будша). Оба племени признаются коренными обитателями этих местностей, резко отличаясь от арабов, вторгшихся сюда в VII веке и принёсших ислам.
Основные территории, на которых проживает племя - Судан, Египет и спорный Бир-Тавиль.

## Образ жизни
Абабде — пастушеский народ. В конце XIX века их количество не превышало 100 тысяч человек, чьё бедное имущество заключается в плохо выкормленных верблюдах, овцах и козах, пасущихся по горам. Пища преимущественно молочная. Торговлю вели только меновую, но не нищенствовали, более богатые щеголяли гостеприимством.
Абабде делятся на 4 рода: Ашабаб, Мелекас, Саватир и Фукара. Избираемые ими шейхи правят неограниченно, но ответственны перед египетским правительством, которому представляют назначенные с народа сборы.
Самое крупное постоянное поселение народа находится в Бир-Тавиле.

## Сведения
Сведения о племени крайне скудны, одно из упоминаний находится в репринтном издании книги В. Крюке «Объяснение мест обитания народов в Первой книге Моисея». Ни в одном из упоминаний не указано точное ударение для произношения.